# Terrence Steadman
Pour les articles homonymes, voir Steadman.
Terrence Steadman, interprété en premier lieu par John Billingsley, puis par Jeff Perry, est un personnage du feuilleton télévisé Prison Break.

## Préambule
Steadman est le frère de Caroline Reynolds, la Vice-Presidente des États-Unis. Lincoln Burrows a été accusé à tort d'avoir assassiné Steadman, et est pour cette raison condamné à mort, ce qui constitue le point de départ de la série.
En vérité, Steadman n'a pas été tué. Il est au centre de la conspiration orchestrée par sa sœur et par « le Cartel » pour feindre sa mort et accuser Lincoln de son meurtre. En effet, Steadman, sous le coup d'une enquête et sur le point d'être mis en accusation pour détournement de fonds publics via son ONG environnementale, a fait appel à sa sœur vice-présidente. Avec l'aide du Cartel, Reynolds a tout mis en œuvre pour que Lincoln soit accusé du meurtre de son frère et condamné à mort. Selon toute vraisemblance, ils auraient choisi Lincoln car son père, Aldo Burrows, détiendrait des informations compromettantes sur Ecofield, la société de Steadman. Lincoln a travaillé peu de temps à Ecofield, avant d'être licencié.

## Saison 1
Après l'arrestation de Lincoln, Steadman a été obligé de se cacher, confiné dans une maison achetée par sa sœur au Montana. La maison a été conçue pour empêcher Steadman de partir. Les fenêtres sont faites en verre à l'épreuve des balles et les portes ne peuvent être ouvertes que de l'extérieur. De plus, la maison est surveillée en permanence par des agents des Services Secrets. Seulement un nombre restreint de personnes savent que Steadman est encore vivant, même sa femme l'ignore. Caroline Reynolds et le Cartel se sont donné beaucoup de mal pour mettre en scène la mort de Steadman: ses dents ont été arrachées et placées dans un corps enterré dans la tombe de Steadman, afin de fausser l'analyse des radios dentaires en cas d'exhumation du corps.
La première personne, en dehors de la conspiration, qui apprend que Steadman est toujours en vie est Veronica Donovan. C'est l'agent Daniel Hale qui le lui révèle. Avec Nick Savrinn, elle commence alors une recherche approfondie pour dépister Steadman. Elle finit par localiser la maison dans laquelle il vit et part à sa rencontre. Dans le dernier épisode de la première saison, elle est enfin confrontée à Terrence Steadman.

## Saison 2
Steadman était au départ peu disposé à essayer de s'enfuir de la maison, craignant d'être assassiné par les Services Secrets, jusqu'à ce que Veronica parvienne à le convaincre de reconsidérer sa position. Malheureusement les efforts de Veronica de dévoiler en public l'existence de Steadman  sont de courte durée. Après avoir appelé les autorités locales, les agents des services secrets entendent son message et viennent l'assassiner. Impuissant, Steadman peut seulement regarder les agents se débarrasser du corps de Veronica.
Après avoir été absent pendant plusieurs épisodes, le retour de Steadman dans le feuilleton constitue la première confrontation entre lui et Lincoln Burrows. Après que Paul Kellerman a doublé le Cartel et joint ses forces avec Lincoln et Michael, l'agent Kim ordonne que Steadman soit mis en lieu sûr dans une autre maison, se doutant que Kellerman voudrait le capturer. Cependant, juste au moment où les agents se préparaient à escorter Steadman ailleurs, Kellerman et les deux frères arrivent. Kellerman tue les deux agents et capture Steadman. Ils l'amène dans une chambre d'hôtel, où ils projettent de le garder avant de rejoindre Washington.
Toutefois, les moqueries de Steadman sur les sentiments qu'éprouve Kellerman pour la Présidente Reynolds font exploser Lincoln, qui se rappelle la mort de Veronica. Il pointe une arme sur le visage de Steadman et est ramené à la raison par Michael et Kellerman, qui lui font comprendre qu'ils ont besoin de Steadman vivant. Le comportement de Lincoln pousse Michael à décider de donner leur localisation à une chaîne de télévision dans l'espoir que la police trouve Steadman. Malheureusement, juste avant l'arrivée de la police, Steadman s'excuse pour tout et se tire une balle dans la tête avec l'un des revolvers de Kellerman pour échapper à une peine de prison.
Steadman est également aperçu dans un flashback, lorsque le contenu d'une conversation enregistrée entre lui et sa sœur deux semaines après sa mort est révélé. La conversation suggère fortement qu'ils ont entretenu des relations incestueuses.